# バンギャループ
『バンギャループ』は、マキボロスによる日本のSF恋愛漫画。コミックスマートが運営するウェブコミック配信サイト『GANMA!』において、2014年2月6日から2019年6月4日まで隔週火曜日で連載された。単行本はKADOKAWA/メディアファクトリーより刊行されている。2017年の第3回次にくるマンガ大賞Webマンガ部門では20位に入った。

## あらすじ
バンギャル女子大生・椎名芽衣子は友人の愛の勧めで高校時代にライブに参加して以来ビジュアル系バンド「squall（スコール）」のファンであった。ある日、ライブ公演が中止となり、メインボーカルの黒川霧の突然の事故死が発表される。葬式に参列した芽衣子は葬式会場で大切な時計を謎の人物に奪われてしまい、時計を取り返そうとして高所から転落する。自分の命を諦めた芽衣子であったが、気づくと5年前、インディーズ時代のsquallがルームシェアをしていた家にタイムスリップしていた。芽衣子は未来を変えるべくsquallのために奔走していく。

## 登場人物
椎名芽衣子（しいな めいこ）
本作ヒロインであるバンギャル女子大生。ビジュアル系バンド「squall（スコール）」のファンでメインボーカル・黒川霧の葬式で盗まれた時計を取り返そうとして高所から転落し、5年前の世界にタイムスリップする。
黒川霧（くろかわ きり）
「squall」のメインボーカル。突然の事故死で早世する。バンドメンバーのローサとその妹の明子とは小学校からの幼馴染であった。遥と奏多は高校以来の付き合い。
母は既に他界しており、父は再婚している。
ローサ
「squall」のドラマー。元男で本名は武雄。妹は明子。
遥（はるか）
「squall」のリーダーかつギタリスト。無類の女好きでインディーズ時代の資金調達でジゴロとなっている。
奏太（かなた）
「squall」のベーシスト。ステージの上ではフードと眼帯をし、衣装で口元まで覆っている。実はオタク男子。
明子（あきこ）
ローサの妹で霧の元彼女。あだ名は「めーこ」。
夜琉（よる）
バンド「RAVEN」のメンバーでボーカル。霧が上京するきっかけとなる。
リリィ
「RAVEN」のメンバーでベース。
空（そら）
「RAVEN」のメンバーでドラム
綾斗
「RAVEN」のリーダーでギタリスト。

## 書誌情報
- マキボロス『バンギャループ』KADOKAWA（メディアファクトリー)、既刊1巻（2015年11月21日現在）
  1. 2015年11月21日発売、ISBN 978-4-04-067931-0